# Kit Colfach
Herluf Hansen Colfach, känd som Kit Colfach, född 25 maj 1923 i Rødding i Danmark, död 27 mars 2002 i Västervik, var en dansk fotograf, läkare och regissör.

## Biografi
Kit Colfach var son till direktören Frederik Colfach och Kristine Hanssen. Colfach anslöt sig till motståndsrörelsen i det av Tyskland ockuperade Danmark. Han flydde till Sverige 1943 och fick militär utbildning i Den Danske Brigade i Håtunaholm. Colfach mottog en Distinguished Conduct Medal för sin insats under kriget.
Parallellt med en läkarkarriär i Västervik, gjorde han också filmer om trafiksäkerhet. Blindbock handlar om vikten av motorcykelhjälm, Susanne om säkerhetsbälten.
Colfach var även aktiv golfare och tillsammans med advokaten Erik Järneström byggde han den första golfbanan i Västervik, en fyrahålsbana. Colfach blev sedermera ordförande för Västerviks GK.

## Privatliv
Han var gift första gången 1947–1960 med sedermera formgivaren Elsa Stackelberg (1929–2014) och andra gången 1960–1987 med Margareta Wettergren (1928–2003), dotter till överintendenten Erik Wettergren och hovsångaren Gertrud Pålson-Wettergren.

## Filmografi

### Regi
- 1954 – Blindbock

### Producent
- 1960 – Susanne

### Filmfoto
- 1954 – Blindbock
- 1960 – Susanne
- 1966 – Strandhugg jorden runt